# Suore francescane di Chicago
Le Suore Francescane di Chicago, dette in origine di Santa Cunegonda (in inglese Franciscan Sisters), sono un istituto religioso femminile di diritto pontificio: i membri di questa congregazione pospongono al loro nome la sigla O.S.F.

## Storia
La congregazione fu fondata a Chicago da Josephine Dudzik assieme con alcune compagne del terz'ordine francescano che nel 1894 iniziarono a condurre vita comune sotto la direzione del risurrezionista Vincent Barzyński.
Come titolare dell'istituto fu scelta la beata Cunegonda d'Ungheria, successivamente canonizzata da papa Giovanni Paolo II, ma nel 1976 le religiose adottarono la più semplice denominazione di Francescane di Chicago.
L'istituto, aggregato all'ordine dei frati minori francescani dal 20 marzo 1925, ricevette il pontificio decreto di lode il 9 dicembre 1930 e le sue costituzioni furono approvate definitivamente dalla Santa Sede nel 1939.

## Attività e diffusione
Le finalità della congregazione sono l'istruzione della gioventù e l'assistenza agli ammalati.
Le suore sono presenti in varie località degli Stati Uniti d'America; la sede generalizia, dal 1963, è a Lemont, nell'Illinois.
Alla fine del 2008 la congregazione contava 54 suore in 4 case.